# William Hely Bowes
William Hely Bowes CB, CMG (* 1858; † 1932) war ein britischer Offizier, zuletzt Brigadegeneral. Vom Juni 1918 bis Juni 1919 kommandierte er die britische Militärmission in Russland.
Bowes trat am 13. August 1879 in den Dienst der britischen Armee bei den Royal Scots Fusiliers. Er kämpfte in Burma, im heutigen Nordpakistan (North West Frontier) und Indien. Zu Beginn des Ersten Weltkrieges erhielt er das Kommando der 8. Brigade, der 3. britischen Division in Frankreich.